# Сёр-Варангер
Сёр-Вара́нгер (норв. Sør-Varanger, северносаам. Mátta-Várjjaga gielda, фин. Etelä-Varanki) — коммуна Норвегии, которая находится в самой восточной её точке, в фюльке Тромс-ог-Финнмарк. За восточной границей коммуны находится российский Печенгский район (бывший в 1920—1944 годах финской областью Петсамо).
В Сёр-Варангер, в деревне Нейден, расположен центр колтта-саамской культуры Норвегии — Østsamisk museum.
С конца мая 2012 года действует соглашение о безвизовом передвижении на приграничных территориях жителей Сёр-Варангера и российского Печенгского района.

## Этимология
Название коммуны Sør-Varanger произошло от названия фьорда. Первая часть названия, элемент ver, означает «рыболовецкая деревня», а вторая часть, angr, означает «фьорд». Вероятно, изначально название относилось к другому фьорду, который сейчас носит название Meskfjorden. Слово Sør в переводе с норвежского значит «юг». До 1964 года существовала также коммуна с названием Nord-Varanger.

## Герб
Современный герб коммуны был утверждён 16 апреля 1982 года. Он изображает 3 всполоха пламени. Число 3 означает три основных статьи дохода коммуны: сельское хозяйство, горнодобывающую промышленность и рыболовство. Кроме того, это символизирует три реки коммуны: Нейден, Паз и Ворьема и три культуры: норвежцев, финнов и саамов.

## География

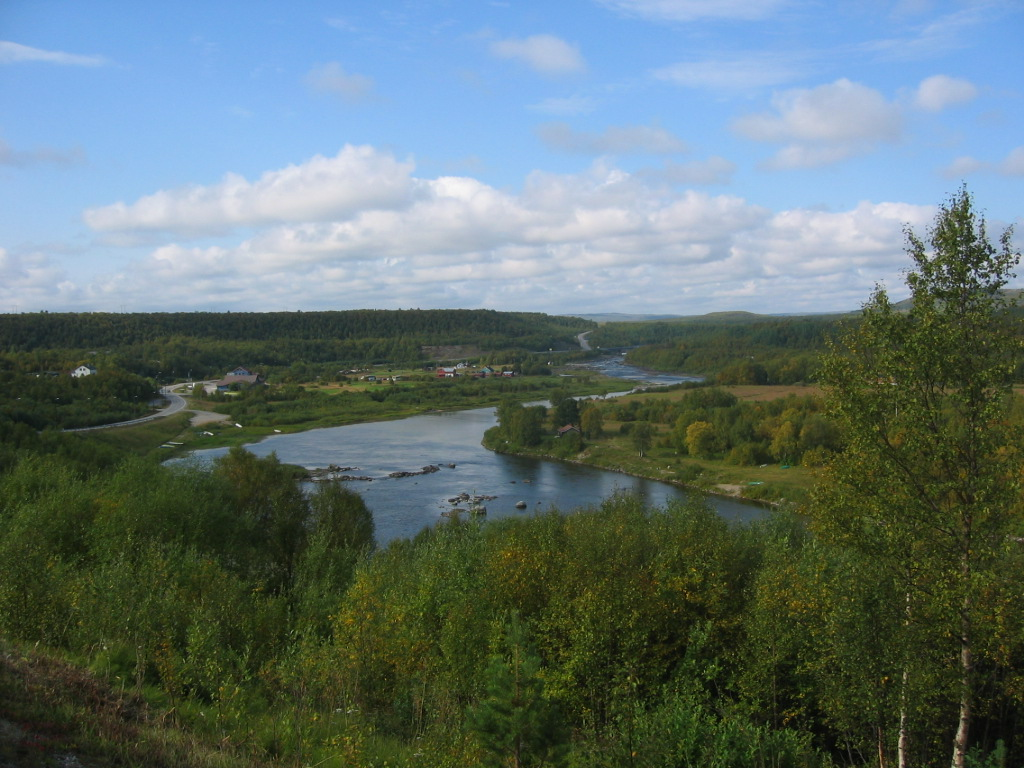
Река Нейден

Площадь муниципалитета составляет 3968 км². Сёр-Варангер имеет государственную границу с Россией и Финляндией. Административным центром коммуны является город Киркенес — один из самых больших городов губернии Финнмарк. В Киркенесе находятся российское консульство и пограничный комиссариат, отвечающий за границу между Норвегией и Россией. Другие города коммуны включают Бугейнес и Нейден, имеется также несколько населённых пунктов вдоль реки Паз.
Территория коммуны — всхолмлённая равнина с изрезанными фьордами берегами и множеством островов. Коренные породы сложены здесь гнейсом и гранитом с вкраплениями диабазов, слюдяных сланцев и кварцитов. Южную часть муниципалитета занимает обширная долина реки Паз, покрытая густой растительностью. В коммуне — ряд сульфидных месторождений с высоким содержанием меди, а также железорудные месторождения. Последние являются крупнейшими из известных в Норвегии, в 1906—1997 годах разрабатывались компанией A/S Sydvaranger. Промышленные выбросы из российских приграничных городов Никель и Заполярный создают экологические проблемы в северо-восточной части муниципалитета, нанося наибольший вред оленьим пастбищам и ихтиофауне региона .
Большая часть территории коммуны покрыта сосновыми и берёзовыми лесами. Имеются также обширные бесплодные пустоши вблизи побережья Баренцева моря. В долине реки Паз находится национальный парк Эвре-Пасвик, где охраняются девственные леса, состоящие из массивов сосны с отдельными участками ельников. Здесь же обитает самая крупная в Норвегии популяция бурых медведей; встречаются также другие крупные хищники — волк, рысь, росомаха. Многочисленна популяция лосей. Встречается европейская косуля; косули пришли в Сёр-Варангер по побережью из более южных районов Норвегии, и в настоящее время здесь проходит северная граница ареала. 

## История

### Ранняя история. Саамы

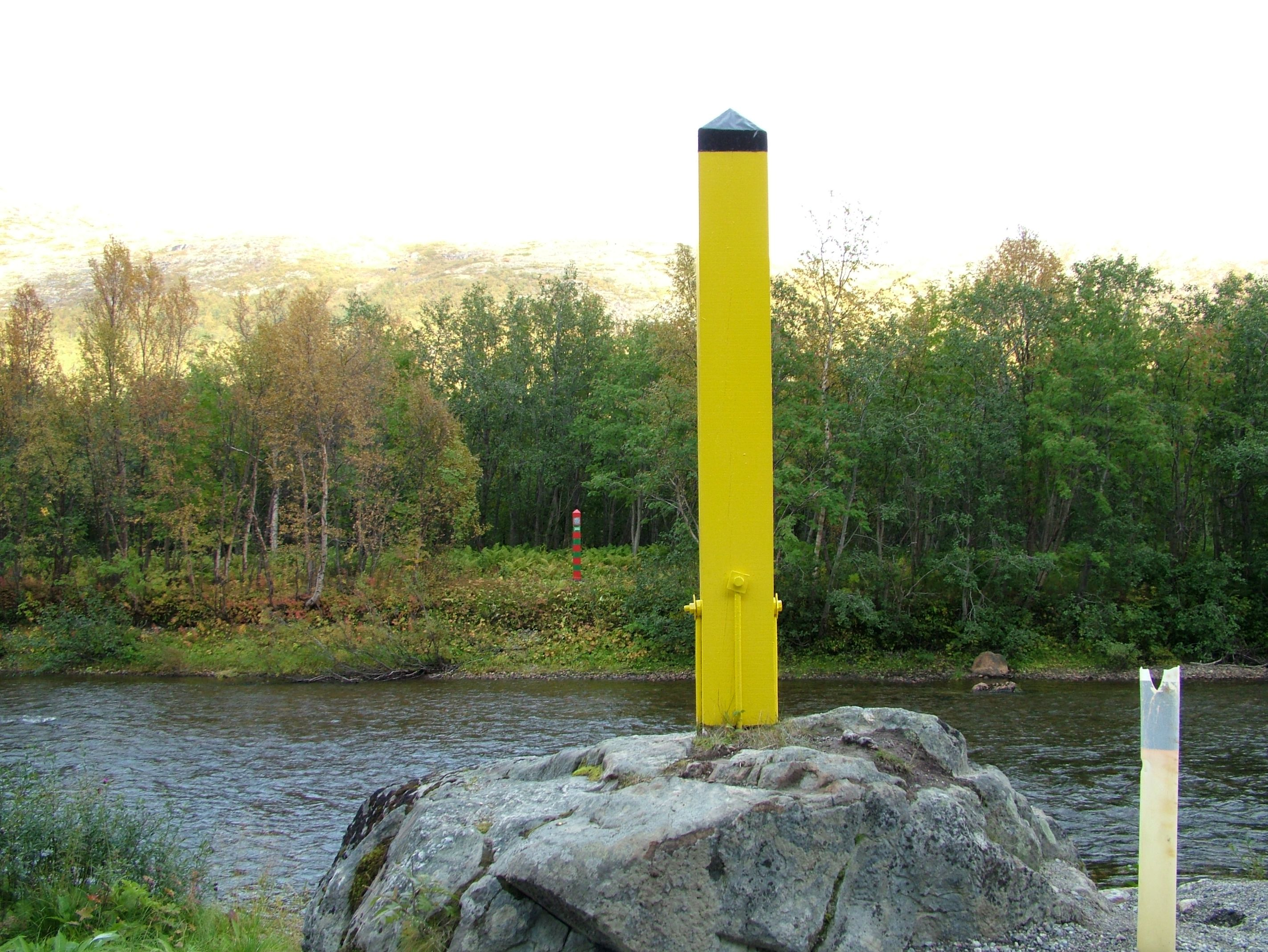
Пограничный столб на границе России и Норвегии в Гренсе-Якобсэльв

Первые обнаруженные на территории Сёр-Варангера поселения относятся к раннему каменному веку. На территории коммуны были найдены орудия для зверобойного промысла и рыболовства, захоронения. Ещё больше находок относится к позднему каменному веку — изделия из кости с красивым орнаментом, орудия труда из сланца и диабаза. Среди находок, относящихся к железному веку, появляются изделия из меди и бронзы. В это время начинает формироваться как особая этническая группа коренное население Сёр-Варангера — восточные саамы (сколты). Закладываются похоронные обычаи, форма проживания, стили орнамента на кости и вышивки. Увеличивается число поселений в Пазской долине, где складывается особый тип керамики («пазская керамика»). Основным занятием восточных саамов было оленеводство; к концу Средневековья они вели кочевой образ жизни, проводя лето на побережье, а зиму во внутренних районах. Жившие вдоль реки Паз саамы летом вместе с животными откочёвывали к берегам Яр-фьорда и Бёк-фьорда. В XVI веке восточные саамы приняли православную веру, и напоминанием о православной культуре служат храмы в российском Борисоглебском и норвежском Нейдене. По преданию, эти церкви были основаны крестившим саамов русским монахом Трифоном Печенгским. Помимо православных восточных саамов, с середины XVIII века территорию Сёр-Варангера населяли также исповедовавшие лютеранство северные саамы. Они проникали из лежащих к западу и северу районов Таны и Варангера. Саамское население состояло из сиид — групп семей. 
Большое влияние на историю сколтов оказала установление границ в XIX веке. Согласно заключённому в 1826 году договору между Россией и Норвегией, территория нынешнего Сёр-Варангера отошла к Шведско-Норвежскому королевству. Граница была демаркирована по рекам Паз и Ворьема. На левом, норвежском берегу реки Паз был образован анклав площадью 1 км2 с церковью Бориса и Глеба, созданный ради сохранения православного храма в пределах российской территории.
Восточные саамы, принадлежавшие к самой западной сииде — нейденской — после демаркации границ стали подданными шведско-норвежской короны. Центральная, пазская сиида была разделена между Россией и Норвегией по реке Паз. Восточная сиида, печенгская, полностью оказалась в пределах России. В XIX веке саамы Сёр-Варангера подвергались норвегизации. Саамы же из пазской сииды, проживавшие на территории Норвегии и России, после Тартуского мирного договора 1922 года между РСФСР и Финляндией, поселились в основном в отошедшем к Финляндии Борисоглебске. После того, как в 1944 году регион Петсамо отошёл к Советскому Союзу, пазские саамы стали в основном гражданами Финляндии.

### Норвегизация
Сёр-Варангер существует в современных границах с 1858 года, когда в отдельную административную единицу была выделена южная часть муниципалитета Вадсё. 
С середины XIX века начинается активная финская иммиграция в район Сёр-Варангера. Финская культура смешивалась здесь с местной, саамской. Финских иммигрантов норвежцы называли квенами. 
Во второй половине XIX века и в первой половине XX века норвежское правительство стремилось привлекать в Сёр-Варангер новых переселенцев. Активная норвежская колонизация стартовала в 1860-х годах с началом строительства дорог. К этому времени основным языком Пазской долины был финский. В ходе начатой норвегизации местное население подвергалось притеснениям; использование саамского и финского языков повсеместно ограничивалось, с 1889 года обучение было возможно только на норвежском языке. В результате политики норвегизации к настоящему времени на территории Норвегии не осталось ни одного носителя колтта-саамского языка. Для закрепления статуса норвежского языка в 1905 году были открыты школы-интернаты в Сванвике и Нейдене. В 1934—1939 годах в Сванвике было создано опытное хозяйство, одной из целей которого было обучение переселенцев. В 1936 году первых учеников приняла Сванвикская молодёжная школа, дававшая теоретические и практические знания по сельскому хозяйству (в 1944 году школьное здание было сожжено отступавшими немецкими войсками). Другим направлением колонизации было распространение лютеранства. В 1862 году была построена церковь в Киркенесе, в 1869 — каменная часовня в Гренсе-Якобсэльв на границе с Россией.
Важной вехой в истории Сёр-Варангера стало освоение открытого в 1866 году железорудного месторождения. Для добычи местной железной руды в 1906 году было создано акционерное общество Sydvaranger, а спустя четыре года началась добыча руды. Это привело к экономическому подъёму в Сёр-Варангере. Если в 1900 году численность населения коммуны составляла 1912 человек, то в 1920 — уже 4800. Этнический состав населения Киркенеса также изменился; до освоения месторождения преобладали саамы, финны и русские, а уже в 1920-е годы население стало преимущественно норвежским. Компанией Sydvaranger  были построены электростанции, снабжавшие электроэнергией рудники; в 1910-х годах бы электрифицирован Киркенес, в 1930-х годах электричество пришло в Пазскую долину. Для доставки руды от рудников к порту была построена железная дорога Киркенес — Бьёрневатн, которая до 2010 года являлась ближайшей к полюсу материковой железной дорогой на Земле. Впоследствии компанией Sydvaranger в Киркенесе были построены дом культуры, бассейн и кинотеатр. 
Последняя крупная волна норвежской колонизации началась в 1920-х годах, после того, как в 1920 году прилегающий к Сёр-Варангеру с востоку регион Петсамо отошёл Финляндии. Финны активно развивали новоприобретённую территорию: строились дороги, магазины, школы, церкви и туристические станции. Население норвежской стороны Пазской долины приезжало на финскую территорию за кофе, сахаром и мукой, стоившими в Норвегии дороже. Норвегия развивала свою часть Пазской долины в своеобразном соперничестве с Финляндией. В 1935 году была построена Мослингская дорога (по имени руководителя освоения Пазской долины Сверре Мослинга), протянувшаяся вдоль всей Пазской долины до Гренсефосских порогов у границы с Финляндией (примерно в те же годы Финляндия продолжила по своей стороне реки Паз Дорогу на Ледовитый океан, ведущую в порт Лиинахамари). В 1920-х годах, когда стало известно о планах финнов построить церковь в Сальмиярви (ныне территория России), местный губернатор Люнд принял решение о строительстве церкви на норвежской стороне реки Паз. Новая церковь в Сванвике была освящена 5 сентября 1934 года. Пограничная река Паз стала важной транспортной артерией. Норвежский Сванвик и финский Сальмиярви были соединены паромной переправой; между Сванвиком и Лангваннет курсировал маршрутный пароход. Контакты между населением по обе стороны границы были очень тесными. Так, финская и норвежская молодёжь ежегодно собиралась на холме Лангваннет в ночь на праздник Ивана Купала. С началом войны контакты между финским и норвежским населением Пазской долины почти прекратились.

### Вторая мировая война

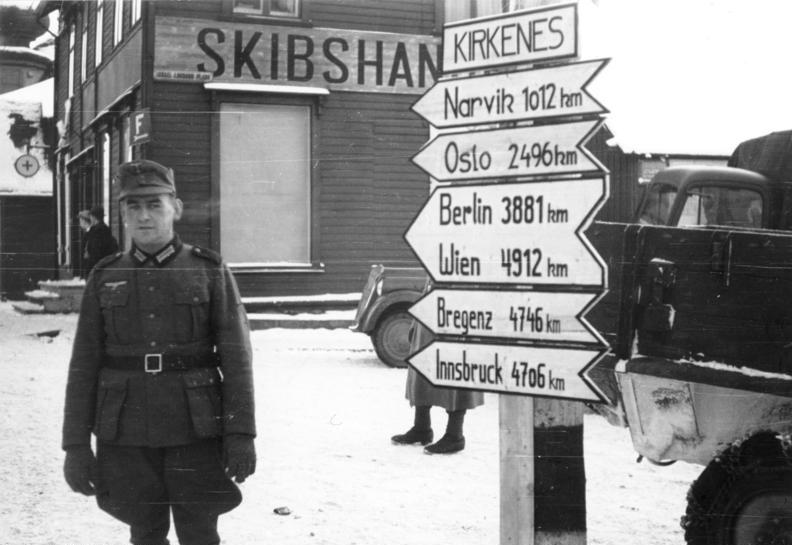
Немецкий солдат в Киркенесе

В 1940 году коммуна Сёр-Варангер вместе со всей Норвегией была оккупирована Германией. Хорошо укреплённый портовый город Киркенес стал важным опорным пунктом немецких войск в Заполярье — ключевой базой для планировавшегося наступления на Мурманск. Первые немецкие части прибыли на территорию коммуны в июне—июле 1940 года. После германского нападения на Советский Союз в Сёр-Варангере было создано 14 лагерей для военнопленных. Часть населения вступала в боровшиеся с немцами партизанские отряды (одними из самых известных местных партизан был Освальд Харью, после окончания войны проведший более 10 лет в лагерях ГУЛАГа). В военные годы Киркенес часто подвергался бомбардировкам советской авиации; на город было совершено 320 авианалётов. Около 2 тысяч человек постоянно укрывались в тоннеле на принадлежавшем компании A/S Sydvaranger руднике в Бьёрневатне. После войны в Киркенесе уцелело лишь 13 домов. Сёла Сёр-Варангера пострадали в меньшей степени. Немецкая оккупация осенью 1944 года была снята в результате Петсамо-Киркенесской операции. Немецкие войска отступали в спешке, уничтожая дома и объекты инфраструктуры. Коммуна Сёр-Варангера была освобождена первой — части Красной армии вступили сюда 24 октября 1944 года. 25 сентября 1945 года советские войска покинули Сёр-Варангер. 

### Послевоенный период
В 1944 году регион Петсамо был передан Советскому Союзу, в 1947 году была проведена демаркация советско-норвежской границы на основе документов демаркации 1826 года и уточнённой карты границы 1895 года. На советско-норвежской границе был установлен строгий пограничный режим. На норвежской стороне была организована пограничная служба, на территории аэропорта Хойбуктмоэн был развёрнут гарнизон Сёр-Варангера (GCV). Ещё большее усиление охраны границы произошло после того, как Норвегия в 1949 году вступила в НАТО. Полицейский округ Сёр-Варангера был первым в Норвегии по числу служащих, часть местных жителей находилась под наблюдением как возможные советские агенты. 7 июня 1968 года произошло обострение ситуации на границе, когда войска с обеих сторон были приведены в состояние боевой готовности. Тревога была снята 12 июня. 
Контакты между населением по обе стороны границы, однако, не были полностью разорваны. Сохранялось сотрудничество в области культуры и спорта. Немало норвежцев работало на советской территории во время строительства каскада ГЭС на реке Паз в 1960-е годы. В 1965 году, после окончания строительства Борисоглебской ГЭС, СССР предоставил норвежцам возможность безвизового въезда в посёлок Борисоглебский, однако спустя год норвежское правительство отказалось продлевать проект, опасаясь советских агентов. 
В 1991 году, после перестройки в Советском Союзе, граница была открыта для передвижения. 11 января 1993 года в Киркенесе на встрече министров иностранных дел России и стран Северной Европы было принято решение о создании Совета Баренцева/Евроарктического региона. Провозглашённой целью Совета является содействие устойчивому развитию Баренцева региона, куда входят северные части Норвегии, Швеции и Финляндии, а также 5 субъектов северо-запада Российской Федерации. В 1990-е годы сформировалось прочное экономическое и культурное сотрудничество с Россией. Норвежские фирмы получали строительные контракты в Никеле, Заполярном, Мурманске. Российские граждане стали приезжать в Киркенес за разнообразными товарами; норвежцы также отправляются за покупками в близлежащие российские города. Увеличение числа гостей из России привело к тому, что уличные указатели и ценники в магазинах Киркенеса зачастую дублируются на русском языке. В порт Киркенеса постоянно заходят российские суда (до 750 в год), ежедневно в порту находится в среднем 20 российских траулеров. В последний четверг каждого месяца на одной из площадей Киркенеса разворачивается «русский рынок», где продают свои товары продавцы из России. 

## Экономика
Предприятия промышленности и сферы услуг сосредоточены главным образом в центральной части Киркенеса. На территории муниципалитета — ряд фермерских хозяйств, специализирующихся на разведении крупного рогатого скота. Традиционно развито оленеводство; в пределах коммуны — два оленеводческих округа: в Яр-фьорде и в Нейдене. В долине реки Паз ведётся мелкая заготовка древесины. Развито также рыболовство, являющееся основным занятием жителей северо-западной части коммуны, на берегу Варангер-фьорда. Бугёйнес является единственной рыбацкой деревней коммуны. Промышленность представлена железорудным карьером в пригороде Киркенеса Бьёрневатн и судоремонтным предприятием Kimek AS в Киркенесе. На территории коммуны действуют также 4 гидроэлектростанции, крупнейшие из них Скугфосс (запущена в 1964 году) и Мелькефосс (введена в 1978). Суммарная выработка электроэнергии в 2016 году составила 450 гВт·ч. 
В Киркенесе трижды в неделю выходит газета Sør-Varanger.
Уровень безработицы в коммуне Сёр-Варангер — самый высокий из коммун Финнмарка (в декабре 2018 года — 2,7%). 
Со второй половины 1990-х годов важное значение в хозяйстве муниципалитета приобрело экономическое сотрудничество с Россией.

## Социальная сфера
В Киркенесе имеются больница, средняя школа, несколько гостиниц. В посёлке Сванвик действуют исследовательский центр сельского хозяйства и экологии Сванховд (основан в 1992), подразделение Норвежского агентства по радиационной защите и школа. Всего на территории коммуны 11 школ (10 начальных и одна средняя), 2 спортзала, плавательный бассейн (в Киркенесе). В муниципалитете около 30 спортивных команд.

## Транспорт
По территории коммуны проходит конечный участок трассы Е06. Из Киркенеса к границе с Россией (Стурскуг) и далее в Никель и Мурманск ведёт трасса Е105. В деревне Хессенг от трассы Е105 отходит дорога 885, ведущая в долину реки Паз и заканчивающаяся в деревне Нюруд. В деревне Скуртстуг от трассы Е105 ответвляется шоссе 886, ведущее в Гренсе-Якобсэльв. 
Киркенес — конечный пункт морского маршрута Hurtigruten. Под Киркенесом находится аэропорт, откуда выполняются прямые рейсы в Осло (Гардермуэн), Алту и Тромсё, а также чартерные рейсы. 

## Достопримечательности

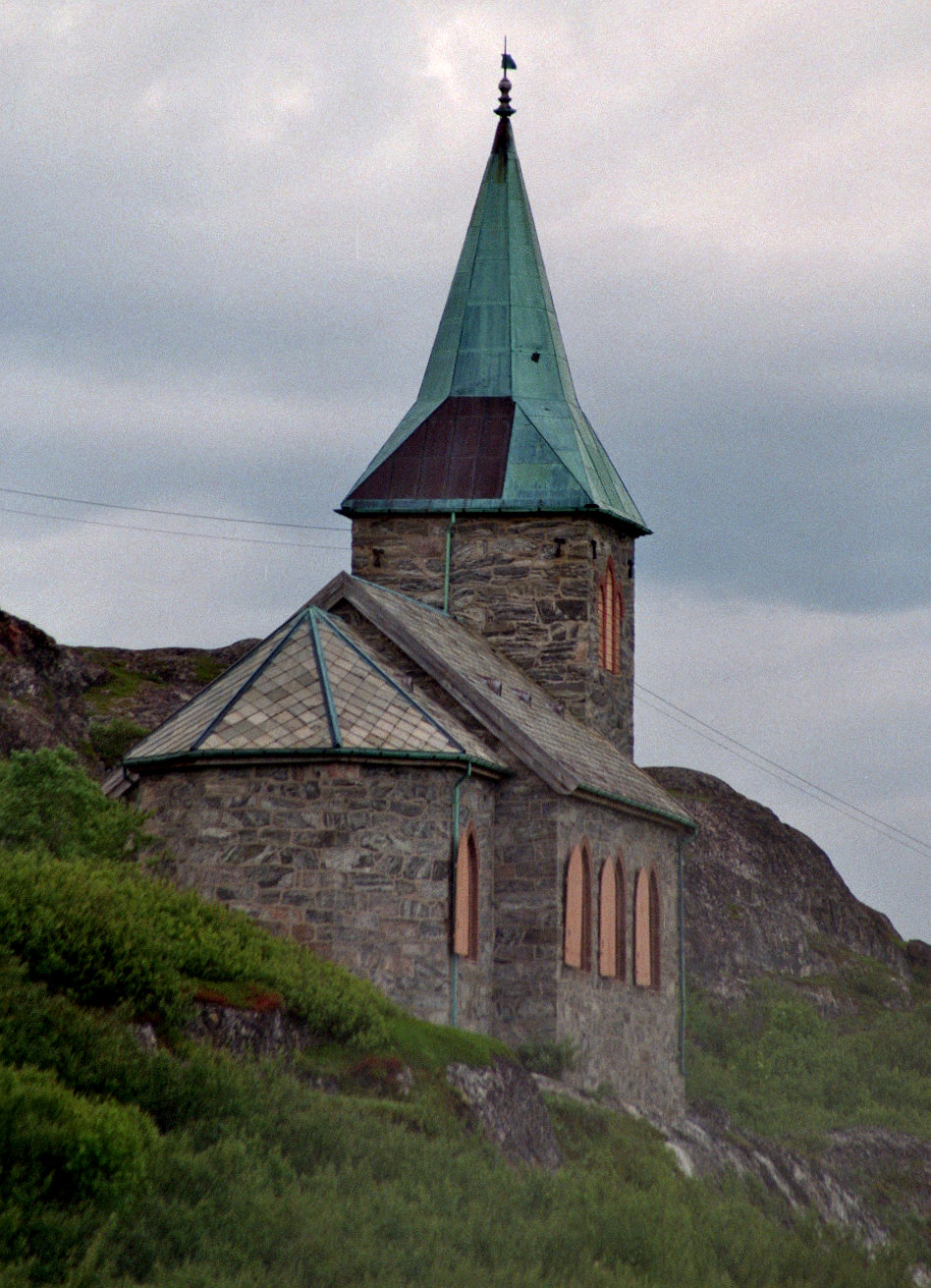
Вид на часовню Оскара II в Гренсе-Якобсэльв с российской территории

Из достопримечательностей коммуны можно отметить православную часовню св. Георгия в Нейдене, часовню Оскара II в Гренсе-Якобсэльв, на границе с Россией (построена в 1869 году), а также доисторические сооружения в виде лабиринтов. Туристов привлекает также «Высота 96», видовая точка, с которой открывается панорама  российской территории с посёлком Никель и живописной долиной реки Паз. 
- Памятник солдатам Красной армии на площади Руаля Амундсена (Роальд Амундсен гате) в Киркенесе (норвежское название — Russemonumentet — «Русский монумент»).
- Музей Пограничья в Киркенесе с экспозицией, посвящённой  истории края. В пределах коммуны находится ещё несколько подразделений музея: работающий только летом музей в Странде (размещён в типовом бревенчатом здании школы-интерната, построенном в 1905 году); бывший торговый дом купеческой семьи Эбенсен в Бугёйнесе; усадьба финских переселенцев Лабахо на реке Нейден[13]
- Музей саамского художника Йона Савио (открыт в 1994 году)[13]

Популярные виды досуга включают ловлю лосося в реках коммуны, охоту на лося или тетерева, катание на снегоходах.

## Города-побратимы
- Североморск[14]